# Drage (Pakoštane)
Drage falu Horvátországban Zára megyében. Közigazgatásilag Pakoštanéhoz tartozik.

## Fekvése
Zárától 38 km-re, községközpontjától 4 km-re délkeletre Dalmácia északi részén, az Adriai-tenger partja és a Vránai-tó között, közvetlenül a megyehatáron fekszik.

## Története
Drage területe már az ókorban lakott volt, erről tanúskodnak a mai település feletti Čelinka-hegyen található liburn erődített település maradványai. Čelinkán kívül Drage területén még két várhely (Vela és Mala Kurela) is található, azonban ezek nem voltak lakott helyek, csak katonai célokat szolgáltak. A terület később is folyamatosan lakott volt, melyről az ebből a korból származó temetkezési mellékletek tanúskodnak. A horvát betelepülés utáni időkől nincs adat arra, hogy ez a terület lakott lett volna, de a neves horvát történész Ivan Jelić (velencei források alapján) említ néhány, a korabeli zablati plébániához tartozó falut, melyek a mai Drage területére estek. Ezeket az adatokat azonban más forrásból nem tudták megerősíteni. A rendelkezésre álló történeti adatok alapján azt feltételezhetjük, hogy Drage alapítása a 18. és a 19. század fordulóján, de mindenképpen az 1830-as évek előtt történt. Ezt az alapján lehet kikövetkeztetni, hogy az 1840-ben befejezett, e területről készített kataszteri térképen Drage már ábrázolva van. Másfelől a 18. század első felében készített Grimani-térképen a mai Drage területén csak birtokok vannak jelölve és semmi sem utal falura. Ezek alapján Drage alapítása a 18. század végére, illetve a 19. század elejére tehető. Kezdetben Pakoštane része volt, Pakoštanétól való végleges elszakadása csak a 20. század elején történt. A településnek 1857-ben 48, 1910-ben 269 lakosa volt. Az első világháború után előbb a Szerb-Horvát-Szlovén Királyság, majd Jugoszlávia része lett. A második világháború idején a szomszédos településekkel együtt Olaszország fennhatósága alá került. Az 1943. szeptemberi olasz kapituláció után horvát csapatok vonultak be a településre, amely ezzel visszatért Horvátországhoz. A dragei Szent Antal plébániát 1978. december 23-án kelt rendeletével 1979. január 1-i hatállyal alapította Marijan Oblak zárai érsek.
Ezzel hivatalosan is elvált a pakoštanei plébániától, ahova azelőtt tartozott. A településnek 2011-ben 893 lakosa volt, akik főként mezőgazdasággal, állattenyésztéssel, halászattal és újabban turizmussal foglalkoztak. Az utóbbi időben különösen tengerparti része fejlődött, ahol számos ház és nyaraló épült.

## Lakosság
| Lakosság változása | Lakosság változása | Lakosság változása | Lakosság változása | Lakosság változása | Lakosság változása | Lakosság változása | Lakosság változása | Lakosság változása | Lakosság változása | Lakosság változása | Lakosság változása | Lakosság változása | Lakosság változása | Lakosság változása | Lakosság változása |
| ------------------ | ------------------ | ------------------ | ------------------ | ------------------ | ------------------ | ------------------ | ------------------ | ------------------ | ------------------ | ------------------ | ------------------ | ------------------ | ------------------ | ------------------ | ------------------ |
| 1857               | 1869               | 1880               | 1890               | 1900               | 1910               | 1921               | 1931               | 1948               | 1953               | 1961               | 1971               | 1981               | 1991               | 2001               | 2011               |
| 48                 | 0                  | 114                | 121                | 219                | 269                | 0                  | 395                | 512                | 541                | 677                | 649                | 746                | 758                | 805                | 893                |

## Nevezetességei
- Páduai Szent Antal tiszteletére szentelt plébániatemploma 1979-ben épült, felszentelése 1980-ban történt, de teljesen csak 1986-ban lett készen. Egyhajós épület sekrestyével, kőből faragott szembemiséző oltárral. Szentségtartója fémből, ambója kőből készült. Keresztelőmedencéjét a nini óhorvát Višeslav-keresztelőmedence mintájára faragták. A homlokzat jobb oldalán található zömök harangtornyában két harang található.[3]
- A Mindenszentek tiszteletére szentelt temetőkápolnáját ugyancsak 1979-ben építették.[3]